# ATP6
ATP6 (англ. ATP synthase F0 subunit 6) – білок, який кодується однойменним геном, який у людей є частиною мітохондріальної ДНК. Довжина поліпептидного ланцюга білка становить 226 амінокислот, а молекулярна маса — 24 817.
| 10         |  | 20         |  | 30         |  | 40         |  | 50         |
| ---------- |  | ---------- |  | ---------- |  | ---------- |  | ---------- |
| MNENLFASFI |  | APTILGLPAA |  | VLIILFPPLL |  | IPTSKYLINN |  | RLITTQQWLI |
| KLTSKQMMTM |  | HNTKGRTWSL |  | MLVSLIIFIA |  | TTNLLGLLPH |  | SFTPTTQLSM |
| NLAMAIPLWA |  | GTVIMGFRSK |  | IKNALAHFLP |  | QGTPTPLIPM |  | LVIIETISLL |
| IQPMALAVRL |  | TANITAGHLL |  | MHLIGSATLA |  | MSTINLPSTL |  | IIFTILILLT |
| ILEIAVALIQ |  | AYVFTLLVSL |  | YLHDNT     |  |            |  |            |

A: Аланін

D: Аспарагінова кислота

E: Глутамінова кислота

F: Фенілаланін

G: Гліцин

H: Гістидин

I: Ізолейцин

K: Лізин

L: Лейцин

M: Метіонін

N: Аспарагін

P: Пролін

Q: Глутамін

R: Аргінін

S: Серин

T: Треонін

V: Валін

W: Триптофан

Задіяний у таких біологічних процесах, як транспорт іонів, транспорт, синтез АТФ, транспорт протонів. 
Локалізований у мембрані, мітохондрії, внутрішній мембрані мітохондрії.